# La fabbrica dei sogni
La fabbrica dei sogni è stato un programma televisivo italiano di genere varietà-game show, andato in onda nel 1987 su Rai 3, sull'onda del rilancio della rete da parte di Angelo Guglielmi.
La trasmissione, condotta da Alessandro Benvenuti con le gemelle Kessler, consisteva in una gara fra artisti, comici in particolare, raggruppati in squadre a seconda della regione d'Italia di provenienza.
Ne è andata in onda una sola edizione, che nella puntata finale ha visto prevalere la Toscana sulla Campania.